# مايك ريد (لاعب كرة قدم أمريكية أمريكي)
مايك ريد (بالإنجليزية: Mike Reid)‏ هو لاعب كرة قدم أمريكية أمريكي، ولد في 24 نوفمبر 1970 في سبارتانبرغ في الولايات المتحدة.

## وصلات خارجية
- مايك ريد (لاعب كرة قدم أمريكية أمريكي) على موقع مرجع كرة القدم المحترفة.كوم (الإنجليزية)
- مايك ريد (لاعب كرة قدم أمريكية أمريكي) على موقع JustSportsStats.com (الإنجليزية)